# Kizliar
Kizliar ou Kizlyar (em russo: Кизля́р ; em ávaro: Гъизляр, Qızlar) é uma cidade localizada na Região do Daguestão, na Rússia, localizada na fronteira com a Chechênia no delta do rio Terek a 221 km de Makhachkala, a capital da república. De acordo com o Censo de 2010, sua população era de 48.984.

## Etimologia
Segundo alguns pesquisadores, o nome da cidade vem de um antigo nome para o Rio Terek. Outra tradução do nome Kizliar vem de uma língua turca não especificada e significa "meninas". De acordo com Vyacheslav Nikonov, a tradução correta deste topônimo turco é "penhasco vermelho".

## História
O primeiro registo documentado de Kizliar remonta a 1609, embora alguns historiadores associem o local a Samandar, a capital da Cazária do século VIII.[carece de fontes?] Em 1735, o governo russo construiu uma fortaleza em Kizlyar e lançou as bases para a fronteira fortificada do Cáucaso. Nos séculos XVIII e XIX, Kizliar operou como um dos postos comerciais entre a Rússia e o Oriente Médio e a Ásia Central . Durante este período, a população era em grande parte armênia e russa. Em 1796, 2.800 armênios e 1.000 russos viviam no município.
Em janeiro de 1996, separatistas chechenos invadiram a base aérea local durante o ataque de Kizliar, que custou a vida de setenta e oito soldados russos.
Em 18 de fevereiro de 2018, cinco pessoas foram mortas e cinco ficaram feridas após um ataque a tiros ocorrido do lado de fora de uma igreja cristã na cidade. O atirador foi morto pelas forças policiais russas.

## Economia
No início do século XIX, a cidade se tornou um centro de viticultura e produção de vinho. A fábrica local de conhaque produz uma variedade de bebidas alcoólicas, mas é especializada principalmente em uma variante regional de conhaque, comercializada em toda a Rússia como "cognac". Kizliar também é conhecida pela fabricação tradicional de facas, punhais e sabres.

## Clima
| Dados climáticos para Kizlyar | Dados climáticos para Kizlyar | Dados climáticos para Kizlyar | Dados climáticos para Kizlyar | Dados climáticos para Kizlyar | Dados climáticos para Kizlyar | Dados climáticos para Kizlyar | Dados climáticos para Kizlyar | Dados climáticos para Kizlyar | Dados climáticos para Kizlyar | Dados climáticos para Kizlyar | Dados climáticos para Kizlyar | Dados climáticos para Kizlyar | Dados climáticos para Kizlyar |
| Mês                           | Jan                           | Fev                           | Mar                           | Abr                           | Mai                           | Jun                           | Jul                           | Ago                           | Set                           | Out                           | Nov                           | Dez                           | Ano                           |
| ----------------------------- | ----------------------------- | ----------------------------- | ----------------------------- | ----------------------------- | ----------------------------- | ----------------------------- | ----------------------------- | ----------------------------- | ----------------------------- | ----------------------------- | ----------------------------- | ----------------------------- | ----------------------------- |
| Média alta °C (°F)            | 1.0 (33.8)                    | 2.2 (36)                      | 7.3 (45.1)                    | 16.3 (61.3)                   | 23.1 (73.6)                   | 27.7 (81.9)                   | 30.2 (86.4)                   | 29.6 (85.3)                   | 23.9 (75)                     | 16.5 (61.7)                   | 9.1 (48.4)                    | 3.7 (38.7)                    | 15.88 (60.6)                  |
| Média diária °C (°F)          | −2.2 (28)                     | −1.3 (29.7)                   | 3.5 (38.3)                    | 11.1 (52)                     | 17.8 (64)                     | 22.4 (72.3)                   | 25.1 (77.2)                   | 24.3 (75.7)                   | 18.8 (65.8)                   | 12.0 (53.6)                   | 5.7 (42.3)                    | 0.9 (33.6)                    | 11.51 (52.71)                 |
| Média baixa °C (°F)           | −5.7 (21.7)                   | −4.3 (24.3)                   | −0.3 (31.5)                   | 6.0 (42.8)                    | 12.5 (54.5)                   | 17.1 (62.8)                   | 20.0 (68)                     | 19.0 (66.2)                   | 13.8 (56.8)                   | 7.6 (45.7)                    | 2.4 (36.3)                    | −1.9 (28.6)                   | 7.18 (44.93)                  |
| Média precipitação mm (pol.)  | 17 (0.67)                     | 19 (0.75)                     | 20 (0.79)                     | 31 (1.22)                     | 39 (1.54)                     | 47 (1.85)                     | 28 (1.1)                      | 23 (0.91)                     | 30 (1.18)                     | 31 (1.22)                     | 28 (1.1)                      | 21 (0.83)                     | 334 (13.16)                   |
| Fonte: Climate-Data.org       |                               |                               |                               |                               |                               |                               |                               |                               |                               |                               |                               |                               |                               |

## Cidades irmãs
- Bacu, Azerbaijão
- Budyonnovsk, Krai de Stavropol, Rússia
- Azov, Oblast de Rostov, Rússia